# Banff, Kanada
Banff är en stad i provinsen Alberta i Kanada. Banff är omgivet av berg och är den högst belägna staden i Kanada. Banff ligger 126 kilometer väster om Calgary och 58 kilometer öster om Lake Louise längs den transkanadensiska motorvägen.
Banff är en av Kanadas mest populära turistorter, känd för det omgivande bergslandskapet och sina varma källor. Två stora skidanläggningar ligger i närheten av staden.

## Historia
De första nybyggarna kom till Banff på 1880-talet, efter att järnvägen från Atlanten till Stilla havet byggts genom Bow Valley. År 1883 upptäckte tre järnvägsarbetare flera varma källor på Sulphur Mountains sluttning. Två år senare blev ett 26 kvadratkilometer stort reservat upprättat runt de varma källorna och området marknadsfördes som en internationell semester- och spaanläggning för att öka kundunderlaget på den nya järnvägslinjen. 1887 utvidgades området till 673 kvadratkilometer och kallades ”Rocky Mountain Park”. Detta räknas som starten på Kanadas nationalparksystem.
Området fick namnet Banff 1884 efter Banffshire i Skottland, som var hemort för lord Steven, en förutvarande direktör i Canadian Pacific Railway.
1976 hölls den första Banff Mountain Film Festival.
Banffs centrum framväxte runt järnvägsstationen som ett turistkontor för tillresande till nationalparken. År 1985 kom Banff nationalpark in på Unescos världsarvslista som en av nationalparkerna i Klippiga bergen.